# Diócesis de Azogues
La diócesis de Azogues (en latín: Dioecesis Azoguensis) es una circunscripción eclesiástica de la Iglesia católica en Ecuador. Se trata de una diócesis latina, sufragánea de la arquidiócesis de Cuenca. Desde el 25 de junio de 2016 su obispo es Oswaldo Vintimilla Cabrera.

## Territorio y organización

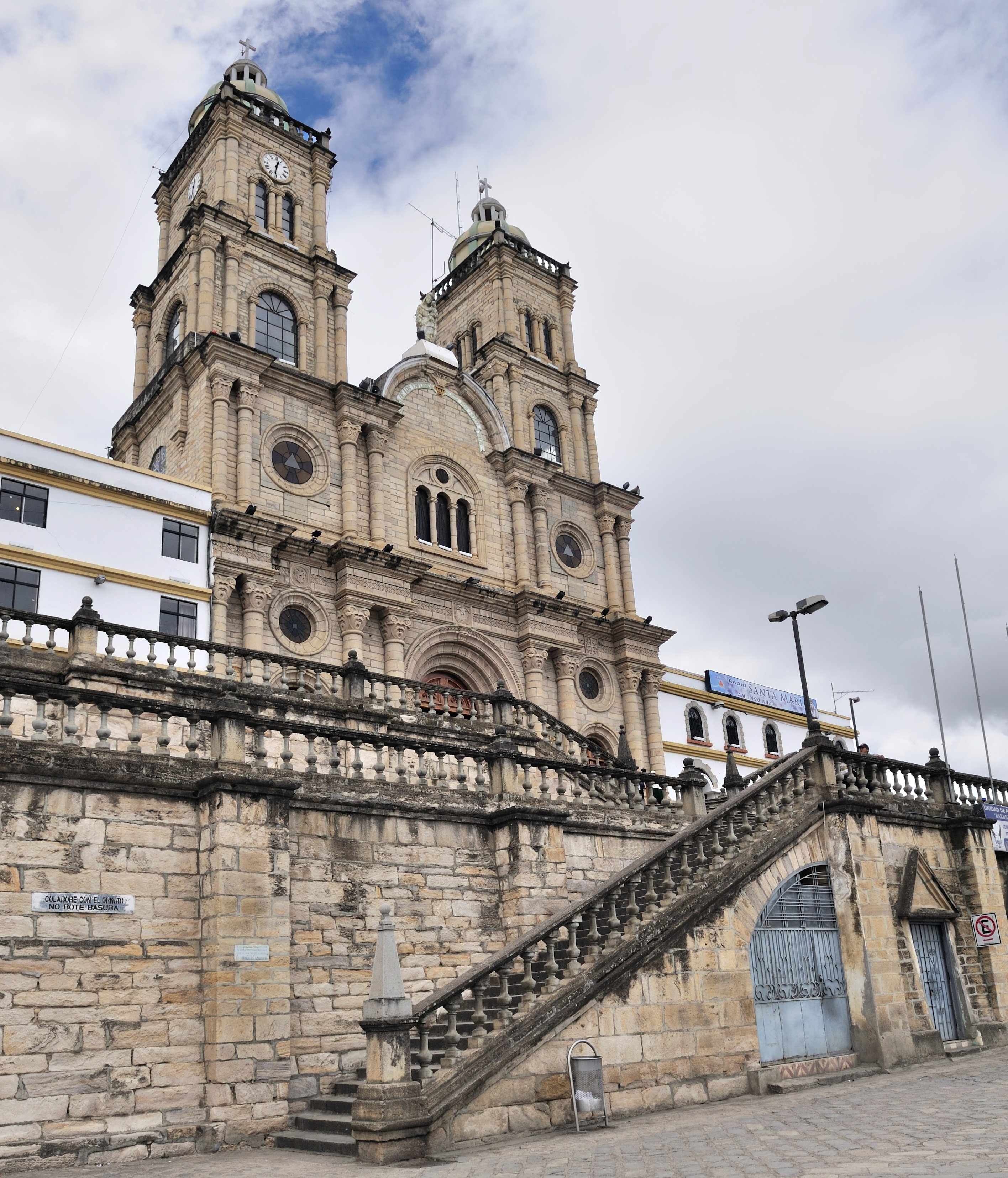
Santuario de la Virgen de la Nube, en Azogues

La diócesis tiene 4515 km² y extiende su jurisdicción sobre los fieles católicos de rito latino residentes en la provincia de Cañar.
La sede de la diócesis se encuentra en la ciudad de Azogues, en donde se halla la Catedral de San Francisco y el Santuario de la Virgen de la Nube. Otras iglesias notorias son: el Santuario de la Santísima Virgen del Rocío, en Biblian, el Santuario Diocesano Católico del Señor de Burgos de Borma, en Déleg, y el Santuario Católico Eucarístico Diocesano San Antonio, en Cañar.
En 2022 en la diócesis existían 31 parroquias agrupadas en 3 vicarías zonales: de la Costa, Central y de la Sierra.

## Historia

### Antecedentes
En noviembre de 1963 se comenzó a trabajar para lograr la erección de la diócesis.
Manuel Serrano, ante una petición formal aceptada por el alcalde de Azogues, Julio Jaramillo Arízaga, creó la vicaría episcopal de Cañar, con sede en Azogues. El 10 de junio de 1967 fue nombrado José Gabriel Díaz Cueva como vicario episcopal.

### Diócesis
La diócesis fue erigida el 26 de junio de 1968 con la bula Quo magis Christi fidelium del papa Pablo VI, obteniendo el territorio de la arquidiócesis de Cuenca. Originalmente estuvo compuesta por dos vicarías: Azogues y Cañar. El primer obispo de la diócesis fue José Gabriel Díaz Cueva, quien fue elegido el 26 de junio de 1968.
El 12 de octubre de 1970, con la carta apostólica Quae sit Azoguensis, el papa Pablo VI proclamó a la Bienaventurada Virgen María, venerada con el título de Corazón Inmaculado, como patrona principal de la diócesis.

## Estadísticas
Según el Anuario Pontificio 2023 la diócesis tenía a fines de 2022 un total de 254 500 fieles bautizados.
| Año                                                                             | Población            | Población | Población      | Sacerdotes | Sacerdotes    | Sacerdotes    | Bautizados por sacerdote | Diáconos permanentes | Religiosos | Religiosos | Parroquias |
| Año                                                                             | Bautizados católicos | Total     | % de católicos | Total      | Clero secular | Clero regular | Bautizados por sacerdote | Diáconos permanentes | Varones    | Mujeres    | Parroquias |
| ------------------------------------------------------------------------------- | -------------------- | --------- | -------------- | ---------- | ------------- | ------------- | ------------------------ | -------------------- | ---------- | ---------- | ---------- |
| 1970                                                                            | 163 000              | 163 000   | 100.0          | 31         | 20            | 11            | 5258                     |                      | 19         | 86         | 20         |
| 1976                                                                            | 145 000              | 147 463   | 98.3           | 26         | 12            | 14            | 5576                     |                      | 19         | 45         | 21         |
| 1980                                                                            | 174 000              | 178 000   | 97.8           | 24         | 11            | 13            | 7250                     |                      | 21         | 62         | 22         |
| 1990                                                                            | 205 315              | 209 505   | 98.0           | 29         | 19            | 10            | 7079                     |                      | 21         | 60         | 24         |
| 1999                                                                            | 219 826              | 231 396   | 95.0           | 51         | 26            | 25            | 4310                     |                      | 22         | 65         | 26         |
| 2000                                                                            | 222 023              | 233 709   | 95.0           | 34         | 26            | 8             | 6530                     |                      | 17         | 56         | 26         |
| 2001                                                                            | 224 243              | 236 046   | 95.0           | 28         | 27            | 1             | 8008                     |                      | 11         | 74         | 28         |
| 2002                                                                            | 196 605              | 206 953   | 95.0           | 37         | 28            | 9             | 5313                     |                      | 16         | 61         | 28         |
| 2003                                                                            | 198 570              | 209 022   | 95.0           | 34         | 27            | 7             | 5840                     |                      | 14         | 63         | 28         |
| 2004                                                                            | 200 556              | 211 112   | 95.0           | 31         | 25            | 6             | 6469                     |                      | 13         | 63         | 28         |
| 2006                                                                            | 208 000              | 210 000   | 99.0           | 36         | 33            | 3             | 5777                     |                      | 10         | 56         | 33         |
| 2012                                                                            | 218 000              | 225 184   | 96.8           | 35         | 35            |               | 6228                     |                      | 10         | 65         | 30         |
| 2015                                                                            | 230 000              | 235 000   | 97.9           | 42         | 35            | 7             | 5476                     |                      | 15         | 58         | 32         |
| 2018                                                                            | 240 675              | 245 915   | 97.9           | 44         | 35            | 9             | 5469                     |                      | 10         | 65         | 31         |
| 2020                                                                            | 247 500              | 253 000   | 97.8           | 36         | 36            |               | 6875                     |                      | 10         | 60         | 31         |
| 2022                                                                            | 254 500              | 260 500   | 97.7           | 36         | 36            |               | 7069                     |                      | 10         | 60         | 31         |
| Fuente: Catholic-Hierarchy, que a su vez toma los datos del Anuario Pontificio. |                      |           |                |            |               |               |                          |                      |            |            |            |

## Episcopologio
| Foto | Escudo | Nombre del titular                  | Período                                        | Fin del cargo (razón)                  |
| ---- | ------ | ----------------------------------- | ---------------------------------------------- | -------------------------------------- |
|      |        | José Gabriel Díaz Cueva †           | 26 de junio de 1968-29 de abril de 1975        | Nombrado obispo auxiliar de Guayaquil  |
|      |        | Raúl Eduardo Vela Chiriboga †       | 29 de abril de 1975-8 de julio de 1989         | Nombrado ordinario militar del Ecuador |
|      |        | Clímaco Jacinto Zarauz Carrillo †   | 2 de marzo de 1990-14 de febrero de 2004       | Retirado                               |
|      |        | Carlos Aníbal Altamirano Argüello † | 14 de febrero de 2004-25 de septiembre de 2015 | Falleció                               |
|      |        | Oswaldo Patricio Vintimilla Cabrera | Desde el 25 de junio de 2016                   |                                        |